# Мыково
Мыково (укр. Микове) — село в Киверцовской городской общине Луцкого района Волынской области Украине.
До 2020 года входило в Киверцовский район.
Код КОАТУУ — 0721883103. Население по переписи 2001 года составляет 185 человек. Почтовый индекс — 45213. Телефонный код — 3365. Занимает площадь 0,673 км².